# Варданян, Камо Гургенович
Камо Гурге́нович Варданян (род. 1929) — советский футболист, нападающий, полузащитник.
Играл за команды второго советского эшелона «Динамо» Ереван (1952—1953), «Спартак» Ереван (1954—1955, 1956), «Пищевик» Одесса (1955), «Ширак» Ленинакан (1959—1960).
Финалист Кубка СССР 1954 года.